# Ésery
Ésery est, depuis 1974, une commune associée avec la commune de Reignier-Ésery, située dans le département de la Haute-Savoie et la région Rhône-Alpes.
Ses habitants s’appellent les Éseriens.

## Toponymie
Le village d'Ésery ou Aizery tirerait son nom d’un romain Asiriacus qui avait suivi les armées de Jules César lors de la conquête de l’Allobrogie. Il avait fait construire sur l’emplacement actuel du château une villa gallo-romaine, à proximité de Genève alors Genua.

## Histoire

### Fusions et association
- Le 10 novembre 1818, un décret détache les hameaux d'Ésery et de Césarge de la commune de Reignier, pour réunir ces deux hameaux à Esserts, et constituer une seule commune sous le nom de Les Esserts-Ésery.
- Le 17 mars 1914, après une enquête de « commodo et incomodo », la Chambre des députés adopte le projet de division de la commune des Esserts-Ésery. L'axe de la rivière le Viaison forme la limite des deux communes.
- Le 11 avril 1973, un arrêté préfectoral lie la commune d'Ésery à celle de Reignier par une convention « fusion avec création de communes associées », conformément à la loi du 16 juillet 1971. Cet arrêté fait suite à une convention qui a été validée le 13 et le 18 janvier 1973 par les maires respectifs d'Ésery et de Reignier.

## Politique et administration

### Liste des maires délégués
| Période                                  | Période  | Identité            | Étiquette | Qualité |
| ---------------------------------------- | -------- | ------------------- | --------- | ------- |
| 2001                                     | 2008     | Claude Krusi        |           |         |
| 2008                                     | 2020     | Pierre Monateri     |           |         |
| 2020                                     | En cours | Virginie Jacquemoud |           |         |
| Les données manquantes sont à compléter. |          |                     |           |         |

### Budget et fiscalité
La commune n'a pas de budget propre, son budget est inclus dans celui de la commune de Reignier-Ésery.
| Taxe                                                | part communale | Part intercommunale | Part départementale | Part régionale |
| --------------------------------------------------- | -------------- | ------------------- | ------------------- | -------------- |
| Taxe d'habitation (TH)                              | 10,55 %        | 0,00 %              | 5,33 %              | 0,00 %         |
| Taxe foncière sur les propriétés bâties (TFPB)      | 12,19 %        | 0,00 %              | 7,65 %              | 2,12 %         |
| Taxe foncière sur les propriétés non bâties (TFPNB) | 43,89 %        | 0,00 %              | 23,02 %             | 5,28 %         |
| Taxe professionnelle (TP)                           | 0,00 %         | 14,65 %             | 7,08 %              | 2,49 %         |

La part régionale de la taxe d'habitation n'est pas applicable.

## Démographie
| 1793 | 1800 | 1806 | 1911 | 1921 | 1926 | 1931 | 1936 | 1946 |
| ---- | ---- | ---- | ---- | ---- | ---- | ---- | ---- | ---- |
| 130  | 84   | 110  | 307  | 248  | 230  | 200  | 217  | 209  |

| 1954 | 1962 | 1968 | 1975 | 1999 | 2004 | 2007 | 2017 | - |
| ---- | ---- | ---- | ---- | ---- | ---- | ---- | ---- | - |
| 257  | 282  | 290  | 292  | 434  | 454  | 501  | 601  | - |